# Паратеквондо
Паратеквондо је прилагођен теквондо, корејска борилачка вештина намењена особама са инвалидитетом, настала 2005. године. Префикс пара потиче од грчког предлога пара и значи поред. Теквондо је врста борбе без оружја која води порекло из древне Кореје. Тае (태) значи нога, ударити ногом или уништити ногом. Квон (권) означава руку, ударити руком, а До (도) значи пут или метод. Теквондо је одбрамбена техника борбе без оружја која укључује примену удараца ногама и рукама (са земље и из скока), блокове, ескиваже. Ова борилачка вештина је јединствени спој тренинга ума и тела кроз који се развија морал борца.

## Историја
Паратеквондо је настао под покровитељством Светског теквондоа (WT). 2005 године формиран је Одбор за Паратеквондо који би ову борилачку вештину приближио особама са инвалидитетом. 2006. године Паратеквондо је почео да развија kyorugi (спаринг) дисциплину за спортисте са недостатком екстремитета.
Прво Паратеквондо такмичење одржано је 2009. године у Бакуу, Азербејџан. 2016.године Паратеквондо није успео да се уврсти као дисциплина у Параолимпијске игре у Рију. 2013.године формирана је радна група која је требало да омогући да се Паратеквондо уврсти на светска такмичења. Одбор Паратеквондоа позвао је госте из Међународне асоцијације за спорт и рекреацију особа са церебралном парализом Cerebral Palsy International Sports and Recreation Association (CPISRA) и из Међународне спортске федерације за особе за интелектуалним инвалидитетом International Sports Federation for Persons with an Intellectual Disability (INAS). На основу препорука радне групе, светска такмичења у Паратеквондоу доступна су спортистима свих степена инвалидитета.
Поред дисциплине kyorugi(кируги)(спаринг) и дисциплина poomsae(помсе) (форме борилачких вештина) је изабрана да буде укључена у такмичења за спортисте са неуролошким оштећењима, интелектуалним оштећењима и слабовидима. Ова такмичења су први пут одржана за спортисте са интелектуалним инвалидитетом на 5. Светском првенству Пара-теквондоа у Москви.

## Смернице за будућност
Одлуком Међународног параолимпијског комитета (IPC-International Para Olimpic Commitee) у Бону, Немачка, Паратеквондо ће бити први пут заступљен на ПОИ (Параолимпијске игре) у Токију 2020. године.
То право моћи ће да искористе такмичари који раде борбе и сврстани су у категорије К44 и К43. Те две категорије биће сврстане у једну категорију која ће бити подељена у три тежинске подкатегорије: мушке до 61 kg, до 75 kg и преко 75 kg, и женске до 49 kg, до 58 kg и преко 58 kg.
Начин на који ће такмичари моћи да се квалификују је следећи: са светске ранг листе узимају се првих 4 такмичара из категорије К44 и 2 такмичара из категорије К43. Може да се квалификује само један такмичар из једне земље, као и победници континенталних првенстава, један домаћи такмичар и један по позиву.
Осим такмичења у борбама паратеквондисти се такмиче и у формама и то у категоријама П20-интелектуални инвалидитет, П30-моторички инвалидитет. У развоју су и категорије П10-слепи и слабовиди, П50 особе у колицима, П60-глуви и глувонеми и П70 особе ниског раста.

## Најважнија светска такмичења у Паратеквондоу
1. Параолимпијске игре N/A
2. Светска Паратеквондо првенства G-10
3. IWAS Светске игре G-6
4. Отворено првенство Азије у Паратеквондоу G-4 / G-2
5. Отворено првенство Африке у Паратеквондоу G-4 / G-2
6. Отворено првенство Аустралије у Паратеквондоу G-4 / G-2
7. Отворено првенство Америке G-4 / G-2
8. Европско првенство у Паратеквондоу G-4 / G-2
9. Отворени турнири Г-1 у Паратеквондо G-1

### Паратеквондо уСрбији
У Србији је Паратеквондо почео да се вежба организовано од 2015. године оснивањем три клуба ПТК Кобра, ПТК Тигра и ПТК Wolf. Ова три клуба основала су Српски Пара-теквондо савез. Касније су им се придружили и ПТК Гитрос, СУ Лола и СУ Чукарица. За врло кратко време постигли су резултате који су их сврстали у врх српског пара спорта по броју освојених медаља на европским и светским такмичењима. 
- Европско првенство Варшава (Пољска) 6 медаља
- Светско првенство Лондон (Енглеска) 8 медаља
- Европско првенство Софија (Бугарска) 12 медаља
- Европско првенство Пловдив (Бугарска) 18 медаља
- Светско првенство Анталија (Турска) 7 медаља[5]